# 河童の三平 妖怪大作戦
『河童の三平 妖怪大作戦』（かっぱのさんぺい ようかいだいさくせん）は、1968年10月4日から1969年3月28日までNET系で毎週金曜日19：30 - 20：00に全26話が放送された特撮テレビ番組。モノクロ作品。

## 解説
原作は水木しげるの漫画『河童の三平』。制作スタッフはNETで『特別機動捜査隊』などの作品を制作した東映テレビプロと、同じくNETで『悪魔くん』や『ジャイアントロボ』を制作した東映東京制作所の二班体制だった。
平山亨をはじめ特撮テレビ版『悪魔くん』のスタッフの手になる本作品は、原作が持つウェットさを残しつつ、「妖怪退治」のアクション要素を加えて制作された。また『河童の三平』だけでなく、他の水木しげるの漫画作品から、「がま令嬢」（『墓場鬼太郎』）や、「砂かけのお婆」（『ゲゲゲの鬼太郎』）が登場している。ストーリーは原作とは異なり、民話を題材としている。
キャスト面では、『仮面の忍者 赤影』（関西テレビ）の「青影」役の金子吉延と「白影」役の牧冬吉が再共演した作品としても話題を呼んだ。「記憶を失った肉親を捜し放浪の旅を続ける」というフォーマットは、後に本作品のスタッフの手による『変身忍者 嵐』（毎日放送）や『人造人間キカイダー』（NET）でも踏襲された。
いたち男のメイクは第3話までのものと、第6話以降では変更されている（頬の部分がなくなった）。いたち男は1クール目では1 - 3、6、9 - 11話に登場。約半分の話数しか登場していない準レギュラーに過ぎなかったが、路線変更後の第15話から完全にレギュラー化。作中の存在感も前半以上で『ゲゲゲの鬼太郎』におけるねずみ男タイプのキャラクターとして確立する。2クール目は第14話を除き最終回まで欠かさず登場。
「カン子」を演じた松井八知栄は第14話で降板するが、斎藤頼照プロデューサーによると、松井が「こんな馬鹿馬鹿しいの出てられない」として降りてしまったもので、これには斎藤も「困っちゃったよ（笑）」と述べている。

## ストーリー
昭和40年代。河原三平少年は、友人にそそのかされ、自宅の開かずの間から、64代前の河原三右衛門が封じた河童の世界の扉を開き、単身落ちてしまう。
河童たちに捕まった三平は、河童たちが「大昔三右衛門に騙され地上に連れて行かれて酷い目にあった」という理由で、河童に尻小玉を抜かれそうになるが、その時、突然河童の敵の妖怪「水鬼」が現れ、王女「カン子」が捕らわれる。三平はカン子を助けるため、人間界にしかない火（マッチ）を持って水鬼を倒すのと引き換えに人間界に帰る了承を長老から得る。
三平に、長老は戦いに備え河童88手の妖力を授けた。三平はカン子のお付きの「甲羅の六兵衛」の協力で水鬼を撃退しカン子を救出。その功績で約束通り人間界に戻された。ところが、家に戻ると母が記憶を失い消息を絶った。それは、人間である三平が妖力を身につけたため、妖怪世界の掟を犯したことに憤った「もののけ様」の祟りであるという。三平は単身母を捜す旅に出た。
そして、それを知ったカン子と、彼女に付き合わされる形の六兵衛が、三平の旅の道中に加わった。
もののけ様の命により、妖怪たちは三平の妨害をし、三平と六兵衛たちはそれを退けていく。いつか三平は母に会えるのか? そんな3人のあてどない旅が始まった。

## スタッフ
- 原作：水木しげる
- プロデューサー：平山亨、斎藤頼照、宮崎慎一
- 監督：放送リスト参照
- 脚本：放送リスト参照
- 撮影：西山誠、相原義晴、加藤弘章、瀬尾脩
- 美術：吹野志男、川村晴通
- 擬闘：久地明
- 特殊技術：小川康男、矢島信男
- 特殊撮影：下田久
- 特殊美術：井上繁
- 操演：水間正勝、佐久間正光
- 合成：星野行彦、特撮研究所
- 妖怪技術：阿部洋士
- 音楽：小林亜星
- 制作：NET、東映株式会社

## 主題歌・挿入歌
オープニングテーマ「妖怪大作戦」
歌：ヤング・フレッシュ／作詞：掛札昌裕／作曲：小林亜星
この番組ではエンディングはない。
挿入歌「唄う妖怪」
歌：田の中勇、ヤング・フレッシュ／作詞：若林一郎／作曲：小林亜星
主に提供クレジット部で流された。

## キャスト
- 河原三平：金子吉延
- 甲羅の六兵衛：牧冬吉
- カン子：松井八知栄 ※第14話までの出演。
- いたち男：潮健児
- 河原好江：山辺潤子
- ナレーター：小林清志

## 放送リスト
| 話数 | サブタイトル      | 脚本                  | 監督     | ゲスト登場妖怪 |
| ---- | ----------------- | --------------------- | -------- | --- |
| 1    | 妖怪水鬼          | 伊上勝                | 田口勝彦 | 水鬼 |
| 2    | 人喰いマンション  | 伊上勝                | 田口勝彦 | 死なず娘（演：曽我町子） ぬれ髑髏                                                                                               |
| 3    | 吸血自動車        | 伊上勝                | 北村秀敏 | 血なめ（人間体 演：二見忠男）                                                                                                   |
| 4    | 黒髪魔女          | 中島信昭 掛札昌裕     | 山田稔   | 濡れ女（演：春江ふかみ 声：小串容子） 妖女（演：金子勝美）                                                                      |
| 5    | 恐怖城            | 伊上勝                | 北村秀敏 | 魔王サタン（人間体 演：ハンス・ホルネス） 魔女パンドラ（人間体 演：キャシー・ホーラン）                                         |
| 6    | 蜘蛛女            | 安部寿 松田寛夫       | 北村秀敏 | 蜘蛛女（演：都築克子） ただれ（演：斉藤浩子） 山おやじ（演：永井柳太郎）                                                        |
| 7    | 死神小僧          | 伊上勝                | 山田稔   | 死神（演：相馬剛三） 死神小僧（演：井上寛） 生霊（演：乙黒一）                                                                  |
| 8    | 呪いの泥人形      | 中島信昭              | 北村秀敏 | 蛇老婆（演：鈴木光枝） |
| 9    | 最後の吸血鬼      | 安部寿                | 山田稔   | 吸血女（演：有沢正子） 吸血鬼（演：瀬良明）                                                                                     |
| 10   | 地獄の写真家      | 掛札昌裕              | 北村秀敏 | 写真鬼妖怪（演：真弓田一夫） |
| 11   | 鬼女の子守歌      | 辻真先                | 北村秀敏 | 鬼女（演：白石奈緒美） |
| 12   | 悪魔病院          | 伊上勝                | 田口勝彦 | 心ぬすみ（演：植村謙二郎） |
| 13   | 山うばの呪い      | 伊上勝                | 北村秀敏 | 山うば（声：松川純子） もののけ様（声：今西正男）                                                                               |
| 14   | あやつり坊主の怪  | 伊上勝                | 北村秀敏 | あやつり坊主（演：山田禅二） 村人たちの影                                                                                       |
| 15   | 妖怪猫道人        | 伊上勝                | 北村秀敏 | 猫道人（演：早川研吉） |
| 16   | 妖怪血ぞめの蝙蝠  | 松田寛夫 さわきとおる | 加島昭   | 魂ぬすみ（演：若杉英二） 蝙蝠妖怪（演：飯田覚三） 妖怪人形 日本の妖怪軍団、西洋の妖怪軍団                                       |
| 17   | 妖怪顔なし        | 伊上勝                | 北村秀敏 | 顔なし（声：相馬剛三） |
| 18   | 妖怪こだまがえし  | 安部寿                | 加島昭   | こだま（こだまがえし） こずえ（こだまがえしの娘）（こだま、こずえ共に演：夏海千佳子）                                           |
| 19   | 妖怪村の復讐鬼    | 伊上勝                | 北村秀敏 | 一眼鬼（演：植村謙二郎） 二眼鬼（演：中庸介） 三眼鬼（演：冬城五郎） 念力（演：西田昭市） 小念（演：斎藤信也） 妖怪村の住人たち |
| 20   | 怪妖盲魔          | 伊上勝                | 北村秀敏 | 盲魔（演：倉多爽平） 鬼美（演：吉野比弓） 妖怪暗殺係の自称ナンバー1（演：加地健太郎） 妖怪暗殺団                                |
| 21   | 妖怪獄卒          | 中島信昭              | 田口勝彦 | 獄卒 死人（しびと）たち |
| 22   | 妖怪逆怨鬼        | 小沢洋 田口勝彦       | 田口勝彦 | 逆恨鬼（逆柱） |
| 23   | 妖怪雪女          | 中島信昭              | 山田稔   | 雪女（演：木下桂子） |
| 24   | 怪異半獣仙人      | 伊上勝 山田稔         | 山田稔   | 半獣仙人（演：安藤三男） 百姓鬼                                                                                                 |
| 25   | 地獄ころがし 前編 | 伊上勝                | 冨田義治 | 地獄ころがし（嘉手納清美） 鬼女（木下ゆず子）                                                                                   |
| 26   | 地獄ころがし 後編 | 伊上勝                | 冨田義治 | 地獄ころがし 鬼女 土蔵坊（金井大） くら姫（新井奈津江）                                                                         |

## 劇場版
河童の三平　妖怪大作戦（1968年12月19日公開）
テレビ版第7話を「東映ちびっ子まつり」内で公開。併映は『ピノキオの宇宙大冒険』、『ガンマー第3号 宇宙大作戦』、『人のくらしの百万年 マニ・マニ・マーチ』。

## 関連商品
VHS
東映ビデオより3巻で発売。（廃盤）
- 河童の三平 妖怪大作戦 1 - 1話から3話を収録。
- 河童の三平 妖怪大作戦 2 - 4話から6話を収録。
- 河童の三平 妖怪大作戦 3 - 7話から9話を収録。

DVD
東映ビデオより全2巻各2枚組で発売。
- 河童の三平 妖怪大作戦 Vol.1（2003年12月5日、2016年7月13日（廉価盤）発売） - 1話から13話を収録。
- 河童の三平 妖怪大作戦 Vol.2（2004年3月21日、2016年7月13日（廉価盤）発売） - 14話から26話を収録。

※内容は2003・2004年発売盤、廉価盤とも内容は同じ。
CD
主題歌やBGMを収録。
- 河童の三平・妖怪大作戦 ミュージックファイル（1997年8月1日発売）

## ネット配信
2014年5月5日から8月3日まで、YouTubeの「東映特撮 YouTube Official」にて配信が行われた。

## 備考
- 本作品に登場する「河童」の被り物と、第1話の「干からびた河童」の作り物は、『キカイダー01』（NET）第27話に流用されている[3]。

## 放送局
- NETテレビ（現：テレビ朝日）（製作局）：金曜 19:30 - 20:00
- 北海道テレビ
- 青森テレビ：金曜 18:00 - 18:30 （1970年9月時点）[4]
- 山形放送：月曜 - 金曜 17:00 - 17:30 （1970年に放送） [5]
- 仙台放送：水曜 18:00 - 18:30 [6]
- 福島中央テレビ：月曜 - 木曜 18:15 - 18:45 （1970年に放送）[7]
- 山梨放送：土曜 18:00 - 18:30[8]
- 静岡放送：金曜 17:00 - 17:30[9]
- 中部日本放送
- 毎日放送
- 岡山放送（サービス放送中に第15話から同時ネット）
- 瀬戸内海放送：火曜 19:00 - 19:30 （1970年に放送）[10]
- 高知放送：月曜 17:00 - 17:30 （1970年9月時点）[11]
- 九州朝日放送